# Precordillera Neuquina

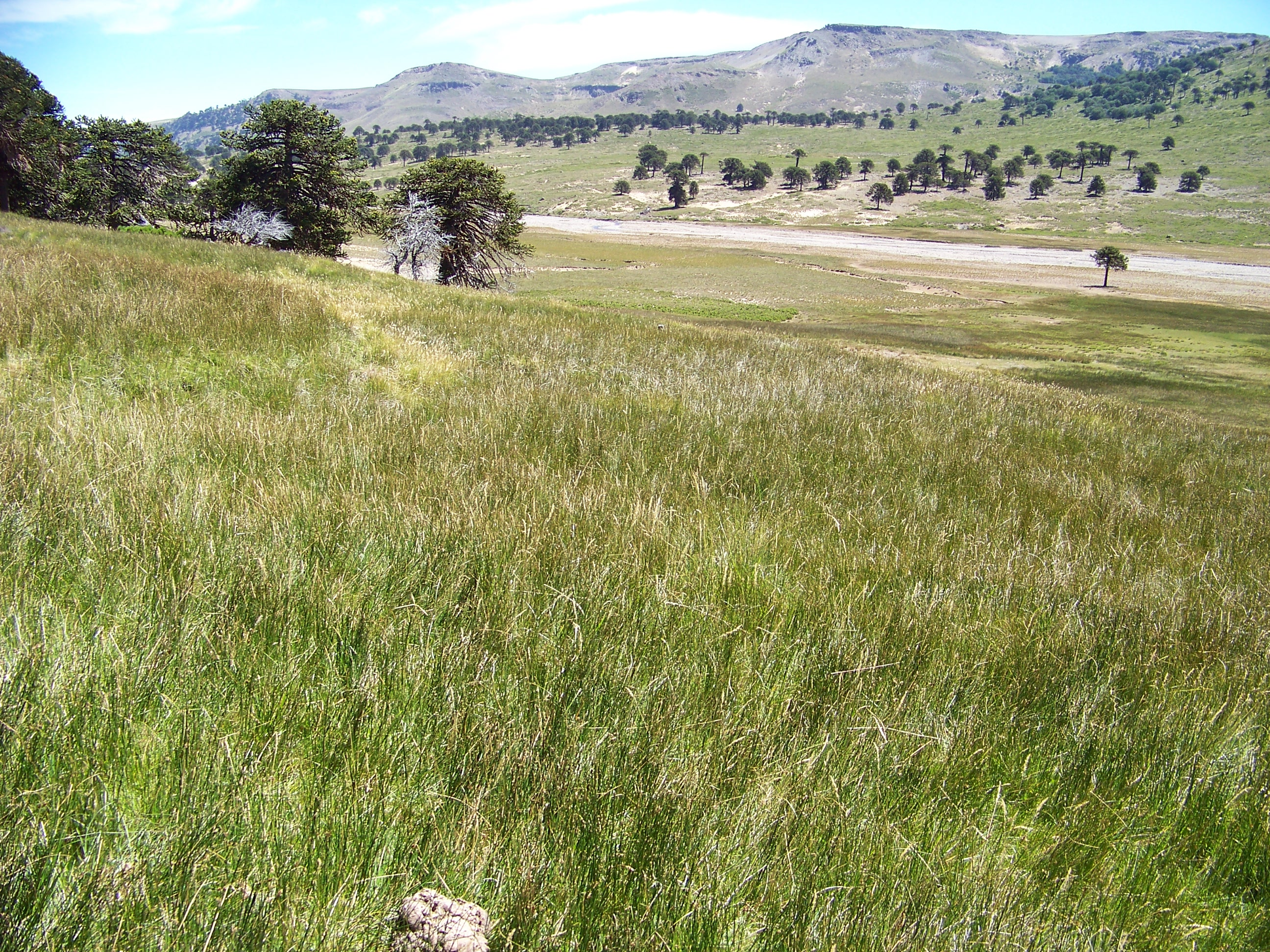
Paisaje de la precordillera neuquina

La precordillera Neuquina es un enlace de montañas, sierras y colinas, que corre de norte a sur, dentro de la provincia argentina de Neuquén.

## Características
En el extremo norte hace cabecera con el volcán Domuyo, considerado el techo de la Patagonia, ya que tiene una altura de 4.709 metros sobre el nivel del mar, un poco más al sur se encuentra la cordillera del Viento, cerca de los municipios de Andacollo, Huinganco y Chos Malal. En el centro de la provincia se destaca el Cerro el Atravesado, que tiene una altura de 1.940 metros sobre el nivel del mar y más al sur y cercano a la localidad de Aluminé, se encuentra la cuesta del rahue, la precordillera termina en Pilo Lil, paraje cercano a la localidad de Junín de los Andes. La Precordillera produce una diferenciación climática importante y deja un valle muy rico en naturaleza antes de llegar a la Cordillera de los Andes, donde es apta la ganadería bovina, caprina y ovina. En el centro se encuentra una zona muy apreciada por el turismo, que está formada por los lago Aluminé, lago Moquehue, lago Ñorquinco y lago Ruca Choroy, algunos de estos forman parte de villa Pehuenia, en esta región se encuentra un área forestal nativa de araucaria, coihue, lenga y radal, con una superficie de 77.048 hectáreas y 26.000 hectáreas plantadas de Pseudotsuga menziesii, Pinus ponderosa y pino Pinus Murrayana.

## Ganadería
Dentro de los valles que son formados por los arroyos que descienden de las montañas los crianceros se dedican a cuidar sus rebaños en época de verano, ya que estas tierras son muy fértiles y hay muchos mallines que son regados por muchas vertientes donde pastan los cabrios, las ovejas, los vacunos y los caballos, que son traídos de arreo todos los años desde las planicies de la provincia, donde después invernaran.